# Franse parlementsverkiezingen 1928

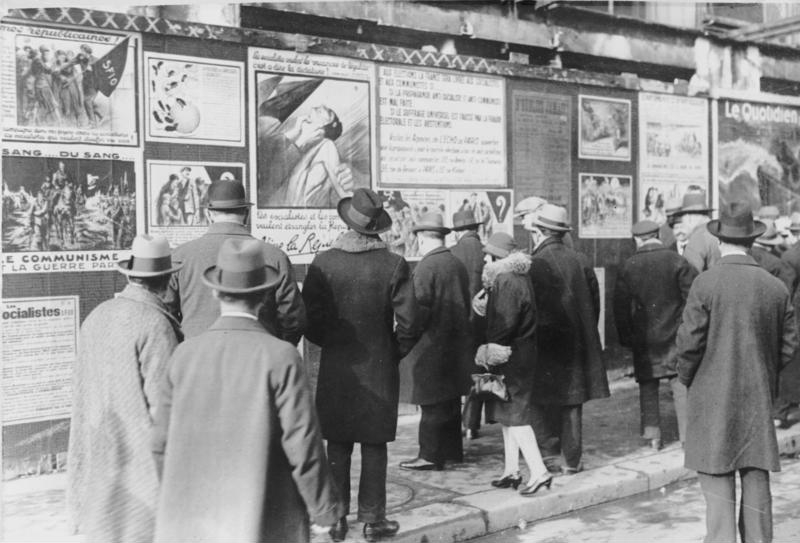
Verkiezingsposters

Op 22 april 1928 werden er in Frankrijk parlementsverkiezingen gehouden.

## Uitslag

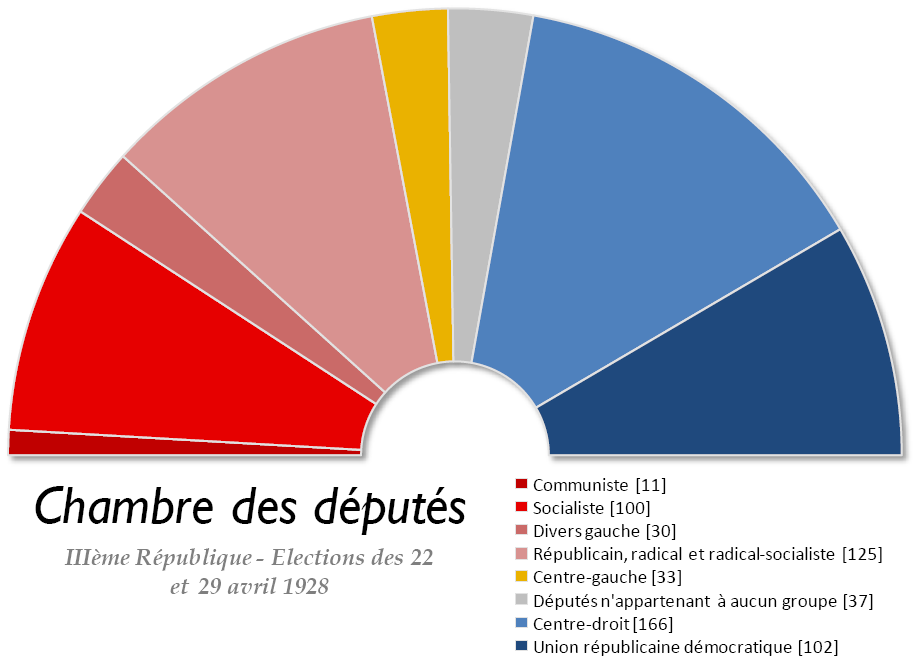
Verkiezingsuitslag

| Partij                                                                                         | %     | Zetels |
| ---------------------------------------------------------------------------------------------- | ----- | ------ |
| Conservatieven en Onafhankelijken (Conservateurs et Indépendants)                              | 2,3%  | 26     |
| Republikeinse Unie (Union Républicaine)                                                        | 22,0% | 182    |
| Linkse Republikeinen (Gauche Républicaine) Onafhankelijke Radicalen (Radicaux Indépendants)    | 32,2% | 74 52  |
| Radicaal-Socialistische Partij (Parti Radical-Socialiste)                                      | 17,8% | 120    |
| Franse Sectie van de Arbeiders Internationale (Section Française de l'Internationale Ouvrière) | 18,0% | 99     |
| Onafhankelijke Socialisten (Socialistes Indépendanta)                                          | 0,6%  | 3      |
| Communistische Partij van Frankrijk (Parti Communiste Français)                                | 11,3% | 14     |
| Overigen                                                                                       | 0,2%  | 2      |
| Totaal                                                                                         | 100%  | 602    |